# Karlstads teater

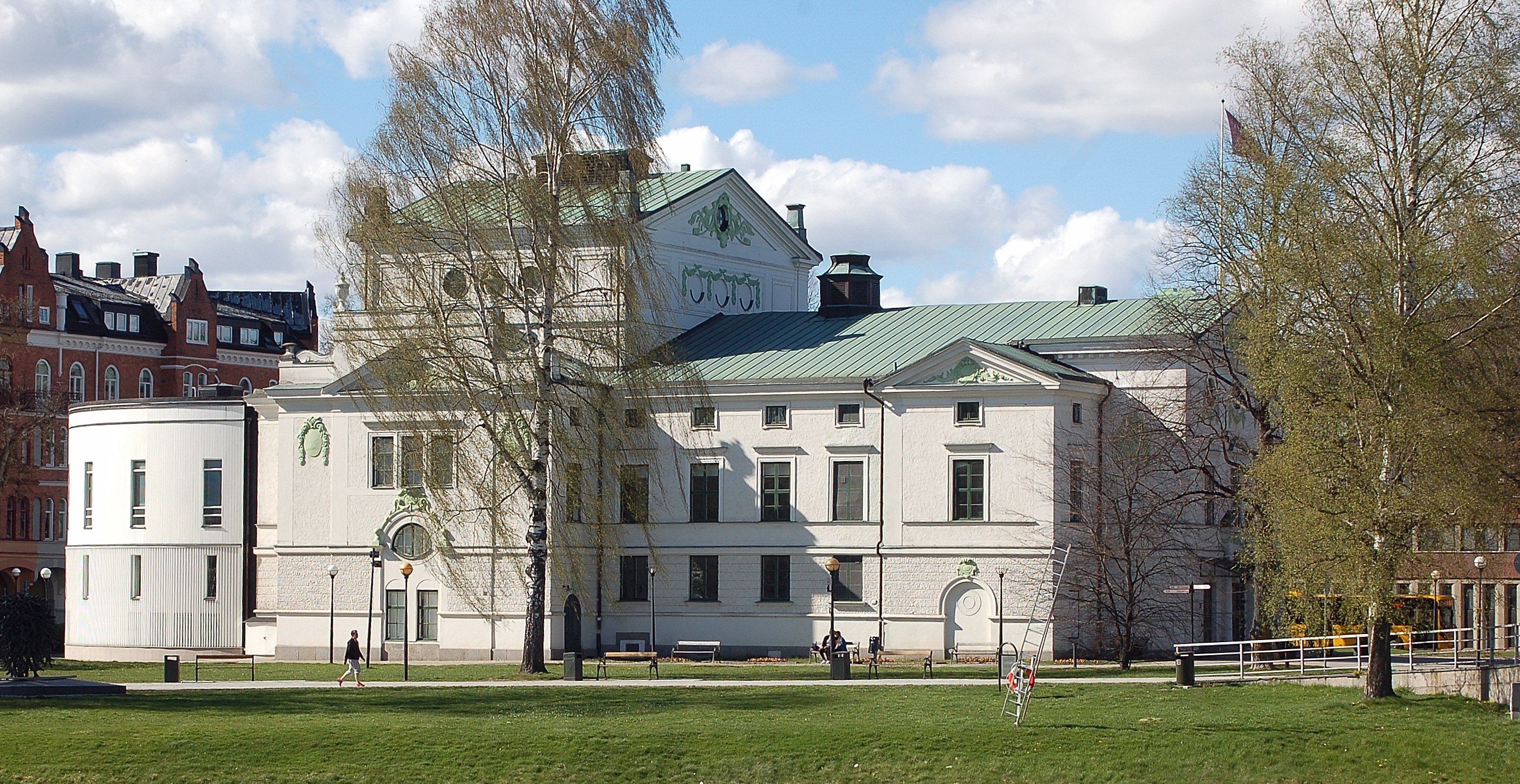
Karlstads teater sedd från sydost.

Karlstads teater är belägen i stadsdelen Klara i Karlstad, vid Malmtorgsgatan 2 strax nordväst om Västra bron, väster om Sandbäcksgatan och söder om Våxnäsgatan. Den ritades som ett opera– och teaterhus av arkitekten Axel Johan Anderberg. Huset var färdigt 1893 och invigdes den 7 november med en prolog författad av Gustaf Fröding. Salongen rymmer 397 åskådare. Sedan den 18 november 1985 är huset klassat som byggnadsminne.

## Historik
Karlstads teaterbyggnad ingår tillsammans med teatrarna i Gävle, Kristianstad, Linköping, Norrköping, och Sundsvall samt Ystad i en grupp av nyantika teaterbyggnader. Dessa har sin förebild i bland andra Karl Friedrich Schinkels Konzerthaus Berlin.
Mot 1800-talet slut uppfördes teaterhus i en rad svenska städer i landsorten. De samtida monumentala motsvarighet på inhemsk botten är främst Kungliga Operan i Stockholm, vilka har arkitekten Axel Johan Anderberg som sin upphovsman.

## Beskrivning
I Karlstads teater med dess rika historiserande fasadutsmyckning åskådliggörs mycket av det sena 1800-talets arkitekturideal och formelement. Här avspeglas också en medveten arkitektonisk strävan, att byggnadens funktion och inre disposition tydligt skall kunna avläsas i dess exteriör. Fasaderna är putsade och vitkalkade. År 1937 byggdes teatern om till biograf, men återinvigdes som teaterlokal 1984 efter en genomgripande restaurering.
Värmlandsoperan använder sig av Karlstads teater för sina stora uppsättningar och Spinneriet i Karlstad för de mindre.
I teaterns foajé står en byst föreställande sångerskan Zarah Leander. Den är utförd av skulptören Karel Becvar. Utanför teaterns entré mot Sandbäcksgatan ligger Zarah Leanders plats.